# Mörttjärnen (Alanäs socken, Jämtland)
Mörttjärnen är en sjö i Strömsunds kommun i Jämtland och ingår i Ångermanälvens huvudavrinningsområde. Sjön har en area på 0,149 kvadratkilometer och ligger 311,3 meter över havet.

## Delavrinningsområde
Mörttjärnen ingår i det delavrinningsområde (713115-147568) som SMHI kallar för Utloppet av Över-Gissmansvattnet. Medelhöjden är 316 meter över havet och ytan är 27,68 kvadratkilometer. Räknas de 2 avrinningsområdena uppströms in blir den ackumulerade arean 38,21 kvadratkilometer. Gissmansvattenån som avvattnar avrinningsområdet har biflödesordning 4, vilket innebär att vattnet flödar genom totalt 4 vattendrag innan det når havet efter 234 kilometer. Avrinningsområdet består mestadels av skog (84 procent). Avrinningsområdet har 2,72 kvadratkilometer vattenytor vilket ger det en sjöprocent på 9,8 procent.